# 大衛·華亞
大衛·基利士比·華亞（英語：David Gillespie Weir，1970年5月10日—）是一名前蘇格蘭足球運動員，擔任中堅，曾擔任英甲球會錫菲聯領隊。華亞自1997年以來一直代表蘇格蘭足球代表隊比賽，曾參加1998年世界盃足球賽。

### 球員生涯
愛華頓
格拉斯哥流浪
2007年1月16日，英超愛華頓與蘇超球會格拉斯哥流浪達成協議讓華亞提早解約加盟格拉斯哥流浪，合約為期6個月。
2007年4月20日，格拉斯哥流浪與華亞提早續約一年，使其留隊至2008年6月。
2011年7月17日，年滿41歳的隊長華亞續簽格拉斯哥流浪，效力一年。

### 教練生涯
愛華頓
2012年2月21日，重返於球員時代效力的愛華頓擔任青年隊及預備組教練。
錫菲聯
2013年6月10日，英甲球會錫菲聯宣佈華亞為球會領隊，合約為期三年。
2013年10月11日，華亞帶領之錫菲聯於開季以來聯賽只取得1勝2和7負成績，任教4個月就被革職。

## 榮譽
福爾柯克
- 蘇格蘭足球甲級聯賽 : 1

1993/94年；
- 蘇格蘭聯賽挑戰盃 : 1

1993年；
赫斯
- 蘇格蘭足總盃 : 1

1998年；
格拉斯哥流浪
- 蘇格蘭足球超級聯賽 : 2

2008/09年、2009/10年；
- 蘇格蘭足總盃 : 2

2008年、2009年；
- 蘇格蘭聯賽盃 : 3

2008年、2010年、2011年；

## 外部連結
- 足球数据库：華亞的球员统计数据
- sporting-heroes.net 華亞資料 （页面存档备份，存于）
- （页面存档备份，存于） londonhearts.com（页面存档备份，存于）華亞資料